# Hari Raj Naicker
Hari Raj Naicker (Rakiraki, 1937 – 2020. december 22.) Fidzsi-szigeteki nemzetközi labdarúgó-játékvezető, sportvezető.

## Pályafutása

### Nemzeti játékvezetés
Pályafutása során hazája legfelső szintű labdarúgó-bajnokságának játékvezetője lett. Az aktív nemzeti játékvezetéstől 2002-ben vonult vissza.

### Nemzetközi játékvezetés
A Fidzsi-szigeteki labdarúgó-szövetség Játékvezető Bizottsága (JB) 1975-ben terjesztette fel nemzetközi játékvezetőnek, a Nemzetközi Labdarúgó-szövetség (FIFA) bíróinak keretébe. Több nemzetek közötti válogatott és klubmérkőzést vezetett, vagy partbíróként segítette működő társát. Rekord ideig töltötte be a FIFA JB pozíciót, 17 éves megbízatás után Az aktív nemzetközi játékvezetéstől 1992-ben 55 évesen búcsúzott.

#### Óceániai-kupa
Az óceániai-labdarúgó torna döntőjéhez vezető úton Új-Kaledóniában a II., az 1980-as OFC-nemzetek kupájára az OFC JB játékvezetőként foglalkoztatta.
| Időpont           | Helyszín                | Mérkőzés típusa        | Mérkőzés                   | Eredmény |
| ----------------- | ----------------------- | ---------------------- | -------------------------- | -------- |
| 1980. február 29. | Magenta Stadion, Noumea | selejtező (A. csoport) | Új-Zéland–Salamon-szigetek | 1 : 6    |

## Sportvezetőként
Aktív pályafutását befejezve a nemzeti labdarúgásban vállalt sportvezetői feladatot. A FIFA JB megbízásából Ausztráliában, Új-Zélandon, Malajziában és Pacific Islandon tartott játékvezető képzést. 1975-től 2002-ig a nemzeti, a Fidzsi szigeteki Játékvezető Bizottság (JB) elnöke volt. FIFA OFC zónájában játékvezető instruktor, ellenőr, majd elnök. 1980-tól 1991-ig a Fidzsi-szigeteki Labdarúgó-szövetség elnöke. 1997-től 2005-ig a nemzetközi JB elnökeként szolgált

## Szakmai sikerek
- Eredményes szakmai pályafutását több magas kitüntetéssel ismerték el.
- 2012. május 24-én a FIFA 62., budapesti kongresszusának  ünnepélyes megnyitóján Joseph Blatter FIFA-elnöktől és Jerome Valcke FIFA-főtitkártól FIFA Érdemrend elismerést kapott. Több mint 50 éven keresztül szolgálta a nemzeti, a nemzetközi játékvezetést sportvezetőként.